# Holstentor
Holstentor er en byport i Lübeck. Porten blev bygget i 1478 efter inspiration fra byporte i Flandern. Holstentor bærer den latinske indskrift Concordia domi foris pax (enighed hjemme, fred ude). 
I porten befinder sig i dag det nyhistoriske museum.